# Tassadia colubrina
Tassadia colubrina är en oleanderväxtart som beskrevs av Joseph Decaisne. Tassadia colubrina ingår i släktet Tassadia och familjen oleanderväxter. Inga underarter finns listade i Catalogue of Life.